# Madonna del Baldacchino
La Madonna del Baldacchino è un dipinto a olio su tavola (279x217 cm) di Raffaello Sanzio, databile al 1506-1508 circa e conservato nella Galleria Palatina di Firenze.

## Storia
L'opera era la prima grande commissione religiosa di Raffaello a Firenze, avviata verso il 1507 per la cappella Dei in Santo Spirito. Lasciata incompleta per la repentina partenza dell'artista per Roma nel 1508, chiamato da Giulio II, subì varie vicende. Tale opera fu un imprescindibile modello nel decennio seguente, per artisti quali Andrea del Sarto, Fra' Bartolomeo e Lorenzo Lotto. Gli Dei, per il loro altare, si rivolsero poi a Rosso Fiorentino: anche la sua Pala Dei è oggi nello stesso museo.
La Madonna del Baldacchino venne poi acquistata da Baldassarre Turini, un alto prelato amico di Raffaello, (poi suo esecutore testamentario) e destinata alla sua cappella funebre nella pieve di Pescia, dove arrivò a metà Cinquecento (anche se alcuni ne ipotizzano l'arrivo a Pescia già intorno al 1520). Nel 1697 venne poi acquistata dai Buonvicini, eredi dell'estinta famiglia Turini) dal principe Ferdinando de' Medici, che la fece restaurare e completare, in alcune parti, dai fratelli Niccolò e Agostino Cassana: la striscia superiore venne aggiunta in quel periodo per eguagliare le dimensioni di un altro dipinto con cui doveva fare pendant, Cristo tra i dottori di Fra' Bartolomeo.  Nel complesso comunque gli interventi successivi appaiono limitati e individuabili. Inoltre Ferdinando donò una copia fatta eseguire da Pier Dandini e ancora in loco a Pescia.
Da allora la Madonna del baldacchino fu esposta a Palazzo Pitti in Firenze. Con l'invasione napoleonica, fu requisita dai francesi: tra il 1799 e il 1813 la tavola fu tenuta a Parigi.
Nel 2023, la grande pala è stata temporaneamente riportata, nella cattedrale di Pescia, dal 6 maggio al 1º ottobre.

## Descrizione e stile

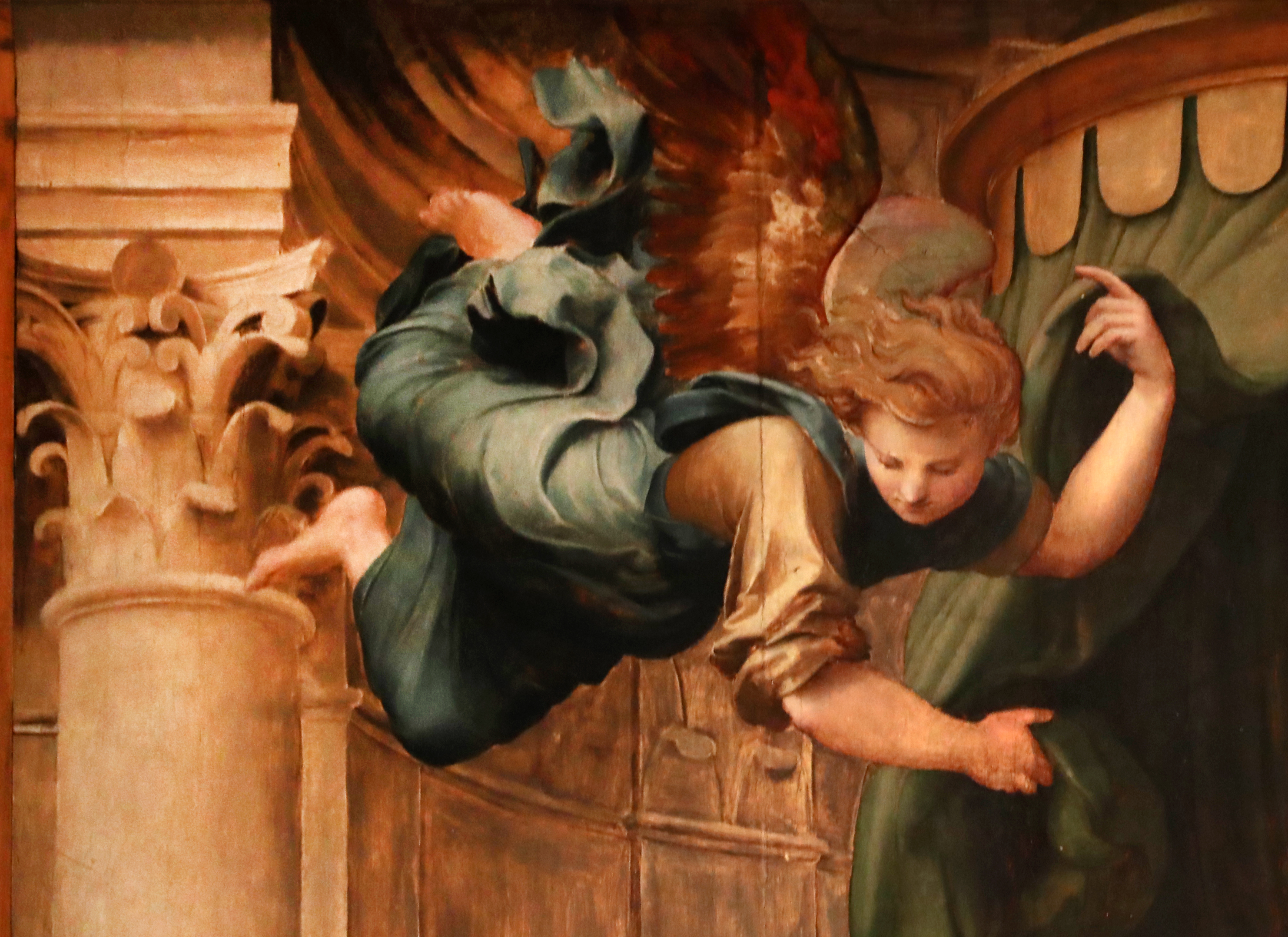
Dettaglio

Si tratta di una sacra conversazione organizzata attorno al fulcro del trono della Vergine coperto da baldacchino retto da angeli, con un fondale architettonico composto da un'abside semicircolare, grandioso ma tagliato ai margini, in modo da amplificarne la monumentalità. Da sinistra si vedono i santi Pietro, Bernardo di Chiaravalle, Giacomo maggiore e Agostino. Due angioletti si trovano alla base del trono e leggono l'iscrizione su un cartiglio.
Lo schema è simmetrico, raggruppato attorno all'alto trono, ma ogni staticità appare annullata dall'intenso movimento circolare di gesti e sguardi, esasperato poi negli angeli in turbolento volo, accuratamente scorciati, ispirati a quelli della Pala degli Otto di Filippino Lippi. Sant'Agostino ad esempio allunga un braccio verso sinistra invitando lo spettatore a percorrere con lo sguardo lo spazio semicircolare della nicchia, legando i personaggi uno per uno, caratteristica che a breve si ritroverà anche negli affreschi delle Stanze vaticane.
La luce che proviene da sinistra esalta la plasticità delle figure, rispetto alla "mandorla" d'ombra creata dai drappi rigonfi del baldacchino. Dolce è il gesto del Bambino, che gioca col proprio piedino.